# Rolf Magnusson (båtkonstruktör)
Rolf Magnusson, född 18 juni 1936, är en svensk ingenjör och båtkonstruktör. 
Rolf Magnusson har varit maskinkonstruktör på en mekanisk verkstad i Karlstad. Han konstruerade 1969 Joker S30 för Arvikaplast i Arvika. Efter det att detta företag gick i konkurs 1971, övertog Albin Marin tillverkningen i form av den lätt förbättrade Albin Ballad.
Han grundade tillsammans med tre kompanjorer omkring 1973 Contrastbåtar AB i Karlstad, som under åren 1973–1989 tillverkade Contrast 33, Contrast 36 och Contrast 362. Företaget såldes 1989.

## Ritade modeller i urval
- 1969 Joker S30, 9,12 meter, tillverkad av Arvikaplast i Arvika
- 1971 Albin Ballad 30, ursprungligen Joker, 9,12 meter
- 1973 Contrast 33, tillverkad av Contrastbåtar AB i Karlstad
- 1974 Albin 79, 7,90 meter
- Omkring 1977 Mamba 34, tillverkad av BK Marin i Forshaga
- 1977 Albin 57, 5,74 meter
- 1980 Scanmar 33, som tillverkades vid Bröderna Börjesson AB i Bjästa i omkring 500 exemplar[2][3]
- 1980 Facil 35, tillverkad av Facil-båtar AB i Oaxen
- 1983 Contrast 83, tillverkad av Contrastbåtar
- 1985 Contrast 33, tillverkad av Contrastbåtar
- Mitten av 1980-talet Comfortina 36, tillverkad av Facil-båtar AB[4]